# Anthrax muticum
Anthrax muticum är en tvåvingeart som först beskrevs av Mario Bezzi 1921.  Anthrax muticum ingår i släktet Anthrax och familjen svävflugor. Inga underarter finns listade i Catalogue of Life.